# 横浜捨て金庫事件
横浜捨て金庫事件（よこはますてきんこじけん）とは、1989年 (平成元年) 6月30日、神奈川県横浜市旭区の産業廃棄物処理場内に現金約1億7000万円の入った金庫が捨てられていた事件である。一般的に通用している呼び方はなく、「捨て金庫事件」や「中西金庫事件」を使う例もある。この事件が1つのきっかけになって、創価学会は東京国税局によって本格的な税務調査を受けた。

## 事件の概要
1989年 (平成元年) 6月30日午前9時過ぎ、神奈川県横浜市旭区のゴミ処分場で、産業廃棄物の処理作業中、大量の現金が入った古い金庫が捨てられているのが発見されるという奇妙な事件が起こった。持ち込まれていた古金庫の解体のため重機で1メートルほど吊り上げたところ、扉が開いて2つの紙袋とともに大量の一万円紙幣が落ちてきた。拾い集めたところ、総額は約1億7,000万円、すべて聖徳太子像が印刷された旧紙幣（C号券）で、半分は真新しい状態であり、「1000万円」と白抜きで印字された紫色の太い帯封で束ねられたものや、一度も市中に出回っていない新札も含まれていた。
一部の札には大きな特徴があった。帯封は1971年 (昭和46年) 前後のものと、「大蔵省印刷局封緘」と印字された帯封があり、後者は「官封券」と呼ばれる一度も市中に出回ったことがない札束だった。一般に「官封券」は、各銀行が特別な顧客向けにまとめて渡される特殊な紙幣で、需要が高かったという。「官封券」の存在は、大企業などの団体か、もしく相当の資産を持つ個人の顧客による蓄財であることを疑わせるものだった。
事件が起こった約2か月前の4月11日には、川崎市の竹林で現金約1億3,000万円の入ったバッグが見つかり、4月16日にも約9000万円入りの手さげ袋が出てきて、「現代版竹取物語か」などと騒がれてから間もないできごとだった。
警察が調べたところ、翌7月1日になって、この金庫を捨てたのが日本図書輸送という会社だったことが明らかになった
。「日本図書輸送」は、創価学会（学会）の関連企業 (当時、本社は東京都文京区に所在) で、学会の外郭企業としては有力企業の1つである。主として、学会や公明党の印刷物の輸送を担っていたが、その他の業務として、池田大作名誉会長の出張の際、その大量の私物を輸送したり、学会関連の不要品の処分も担当していた。
捜査の中で、事件について学会内部から情報提供する者がいたらしく、早くも7月1日の段階で警察は、中西治雄創価学会総務 (当時) が事件に関わっていることをつかんだ。同時に、警察が事件を正確につかんでいることや、学会内部からたれこみがあったことも、秋谷栄之助創価学会会長は把握していた。同日中には、日本図書輸送が金庫を捨てたことを神奈川県警や旭署が把握していることが新聞報道された。
この金庫は、戸田城聖第2代会長が設立した「大蔵商事」(後の日章) 時代から使われていた古いもので、聖教新聞本社の倉庫に保管されていたところ、日本図書輸送が誤って廃棄処分してしまったようである。金庫を管理していたのは中西だったが、世評では、中に入っていた金は中西の蓄財によるものではなく、池田大作もしくは創価学会のものと見られた。
内部事情が完全に把握されていることを知った学会上層部は、警察への工作を控え、中西にすべての責任を負わせることで責任が池田大作に及ぶことを押し留めると同時に、事件が終息した後で、中西を処分し、最終的に除名する方針をとった。当初は、中西の関与を全否定する方策を考える上層部の人間もいたようだが、警察にほぼ全容が掴まれていることから、中西にすべての責任を押し付ける方向を選んだらしい。

## 幕引き
7月1日付創価学会機関紙『聖教新聞』一面の一言コラム「寸鉄」は、「今度は廃品金庫から一億七〇〇○万円。ゴミの中から。欲ボケ社会の戯画か縮図か」と非難していたが、7月3日に中西が名乗り出て、「20年以上前に、自分が学会内で不正に蓄財したもので、その存在を忘れているうちに誤って捨てられた」等と述べた。中西は「池田大作の金庫番」と呼ばれており、池田大作の腹心のうちでも特に忠誠心が高く、1974年 (昭和49年) の本尊模刻事件にも深く関係した人物である。
7月3日夜、中西は大川日本図書輸送社長とともに記者会見を開き、金庫の中の金は中西個人による不正蓄財で、1971年 (昭和46年) 頃から3年間、総本山大石寺に個人で開いたみやげもの店で稼いだ金である、聖教新聞社の倉庫に20年間金庫を放置し、その存在を忘れていた、という不自然な釈明をおこなった。3年程度の間に個人が1億円以上も蓄財できること、2億円近い蓄財の存在を忘れることはありえそうもなかったが、特に、土産物店で稼いだ金なのに、金庫にしまわれていたのが「官封券」で市中に一度も出回ったことがない紙幣だった点はまったく矛盾していた。
7月6日には産経新聞によって、1982年 (昭和57年) に中西が東京都江戸川区小岩の自宅を担保にして、極度額350万円の根抵当権を設定して借金をしていた事実が報道され、なぜ2億近い資金がありながら、わずか数百万円を借金しなければならなかったのかという当然の疑問を世間に生じさせた。元学会幹部によると、会見での中西の説明はしどろもどろで不自然、学会内部でも「中西が池田と学会のために泥をかぶった」との見方をする者は少なくなかった、という。
内部事情に詳しい矢野絢也・公明党最高顧問 (当時) によると、事件当時、学会内部でも、金の出所は創価学会か池田大作という認識が一般的だったという。矢野は、その著書『乱脈経理 創価学会VS.国税庁の暗闘ドキュメント』(2011年刊) 中で、「金は中西氏のものではなく、中西氏が預かるか管理を委託されていたものだから、中の金に手を付けられなかったのだろう。これが大方の推理だった」「金は池田氏の裏金だと疑っていた」と述べている。
しかし、創価学会は聖教新聞などを使って、事件は中西個人が起こしたもので、学会は一切関与していないと、学会員や世間に対して一貫してキャンペーンをおこなった。その一方、神奈川県警に工作を行い、捜査の早期終了を働きかけたようである。また、創価学会上層部から依頼されて矢野は金丸信自民党副総裁に会い、警察庁への工作を頼んでいる。
矢野によると、中西は池田が参謀室長時代からの腹心中の腹心の部下で、生真面目な性格で、池田も信頼を置いていたことから副会長に推挙されたことがある。しかし、中西はこれを固辞した。当時、矢野が中西に理由を聞くと「本尊模刻事件に深く関わり、大きな罪を負っている私が副会長の椅子をお受けするわけにいかない。」と答えた。横浜捨て金庫事件の直後、矢野が中西と話した時、中西は「模刻事件の罪滅ぼしだと思って、私は今回の一件を引き受ける。」と再び「模刻事件の罪」という言葉を口にしたという。
警視庁は、真相の追求のため捜査の継続を望んでいたが、10月16日に、金庫に入っていた金が中西へ返還されて、捜査は終了した。中西は、捜査終了の2日前に創価学会へ退会届を出し受理されている。同日には、聖教新聞社が談話を発表し、同社の嘱託だった中西を懲戒解雇したことを公表した。
10月16日に中西は記者会見を開いて事件を陳謝し、金庫を拾得した廃棄物処理業者に報奨金2,600万円を支払うとともに、1億1,000万円を日本赤十字社へ寄付すると述べたが、金はあくまでも個人で稼いだものとの主張は変えなかった
。以後、中西はマスコミに対して一切口をつぐんでいる。

## 余波
事件そのものは、中西個人の不正蓄財ということでうやむやになってしまい、既に時効が成立しているため、刑事事件としては追求されなかったが、中西の脱税の線から創価学会への東京国税局による調査が始まった。学会へ前回税務調査が入ったのは1973年 (昭和48年) のことで、その後17年間もの間調査は入っていなかった。一般企業が平均して3年に1回受けるのとは対照的である。
税務調査が入った理由は、今回の捨て金庫事件ばかりではなく、1988年 (昭和63年) に大橋敏雄衆議院議員 (公明党所属) が衆議院議長に提出した質問主意書も影響したと言われている。取材に対して、実際にそのように証言した国税庁OBがいる。
大橋は質問主意書の中で、以下のような内容を述べている。
- 学会による寄付金集め (学会では「財務」と呼ばれている) が過酷で、生活保護世帯や高齢者、身体障害者からも集金しており、生活苦に陥ったり、夜逃げをした例さえある
- 学会の収支報告がずさんで学会員にも周知されていないので、国税局は調査の上、直近5年間の収支状況、課税金額、非課税金額を報告されたい
- 機会があるごとに学会員から贈られる池田名誉会長への餞別・お祝い金などは贈与に当たるので、国税局は池田の直近5年間の所得申告と課税状況を報告されたい
- 学会所有の主要施設には、ほぼ例外なく池田専用の施設が備えられていて、他の学会員は入室・使用を厳しく制限されている。これらの施設は学会から池田への贈与であるので、贈与税の課税対象となるはずだが、国税庁の見解を聞きたい

創価学会へ東京国税局による税務調査が入ったのは、翌1990年 (平成2年) の6月のことである。調査を担当したのは、直税部資料調査6課だった。資料調査課は主として、大口や悪質な脱税事件を担当しており、場合によっては数年という時間をかけて綿密に調査する。この調査は任意調査だが、資料調査部が悪質と判断すれば査察部 (当時・通称マルサ) へ連絡、査察部は強制調査の権限を持っているので、立件されて刑事罰を課される場合もある。
更に、税務調査を受けている最中の翌1991年 (平成3年) 春にはルノワール絵画事件が朝日新聞によってスクープされ創価学会の裏金作りへの疑惑は深まっていった。

### 注
1. ↑  後に通信販売会社社長が脱税したものだと認めた[4]。
2. ↑  本尊模刻事件とは、1975年 (昭和50年) 頃、池田が日蓮正宗の本尊を模刻した出来事で、日蓮正宗との紛争を起こした最大の要因となった事件である[22]。
3. ↑  質問主意書の全文は、衆議院公式サイトの「宗教法人「創価学会」の運営等に関する質問主意書」を、質問に対する答弁の全文は同じく衆議院公式サイトの「衆議院議員大橋敏雄君提出宗教法人「創価学会」の運営等に関する質問に対する答弁書」を参照せよ。